# Chiesa di San Michele (Felino, San Michele Tiorre)
La chiesa di San Michele è un luogo di culto cattolico dalle forme barocche, situato in piazza Pontirol Battisti 7 a San Michele Tiorre, frazione di Felino, in provincia e diocesi di Parma; è sede di una parrocchia compresa nella zona pastorale della Pedemontana.

## Storia
L'originaria cappella fu edificata entro l'XI secolo e intitolata, unitamente all'intera valle del Cinghio, all'arcangelo Michele dai benedettini dell'abbazia di San Benedetto in Polirone, ai quali fu donata dal papa Pasquale II nel 1105 e fu confermata dall'imperatore del Sacro Romano Impero Enrico IV di Franconia l'anno seguente.
I frati edificarono accanto al luogo di culto un chiostro, che affidarono a un gruppo di monaci guidato da un priore.
L'esistenza della cappella è testimoniata anche da un documento del 1230, quando l'"Ecclesia di Sancti Michaelis de Toliorio" dipendeva dalla pieve di San Martino di Arola;  il Prior Sancti Michaelis de Toiorio fu menzionato anche nella Ratio Decimarum del 1299.
Tra il 1699 e il 1700 l'antico edificio fu quasi completamente ricostruito in stile barocco su iniziativa dell'abate Andrea Rainieri; all'epoca la chiesa risultava dipendente dalla badia di Santa Maria della Neve di Torrechiara.
I benedettini mantennero il controllo del luogo di culto fino alla soppressione degli ordini religiosi sancita da Napoleone agli inizi del XIX secolo.
Il 15 luglio del 1971 la chiesa fu profondamente danneggiata da un forte terremoto, che ne causò la chiusura al culto; in seguito l'edificio fu consolidato e ristrutturato sia negli esterni che negli interni, ove furono rimossi gli altari laterali e le cantorie barocche; i lavori furono conclusi verso la fine del 1974 e il tempio fu solennemente inaugurato dal vescovo di Parma Amilcare Pasini.
Il 23 dicembre del 2008 la chiesa fu nuovamente danneggiata da scosse sismiche; i lavori di restauro, avviati l'anno seguente, furono portati a termine nel 2014.

## Descrizione

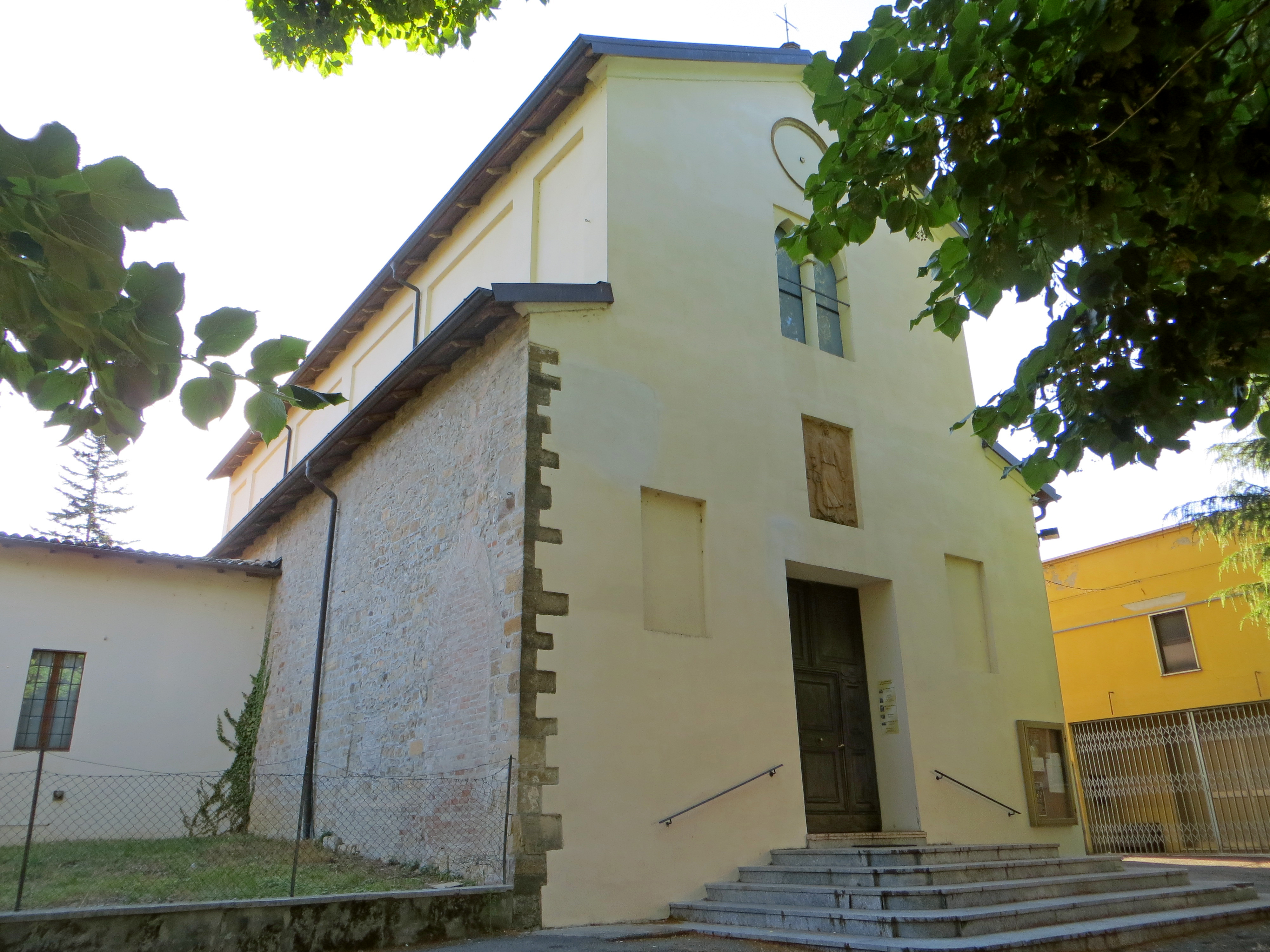
Facciata e lato sud

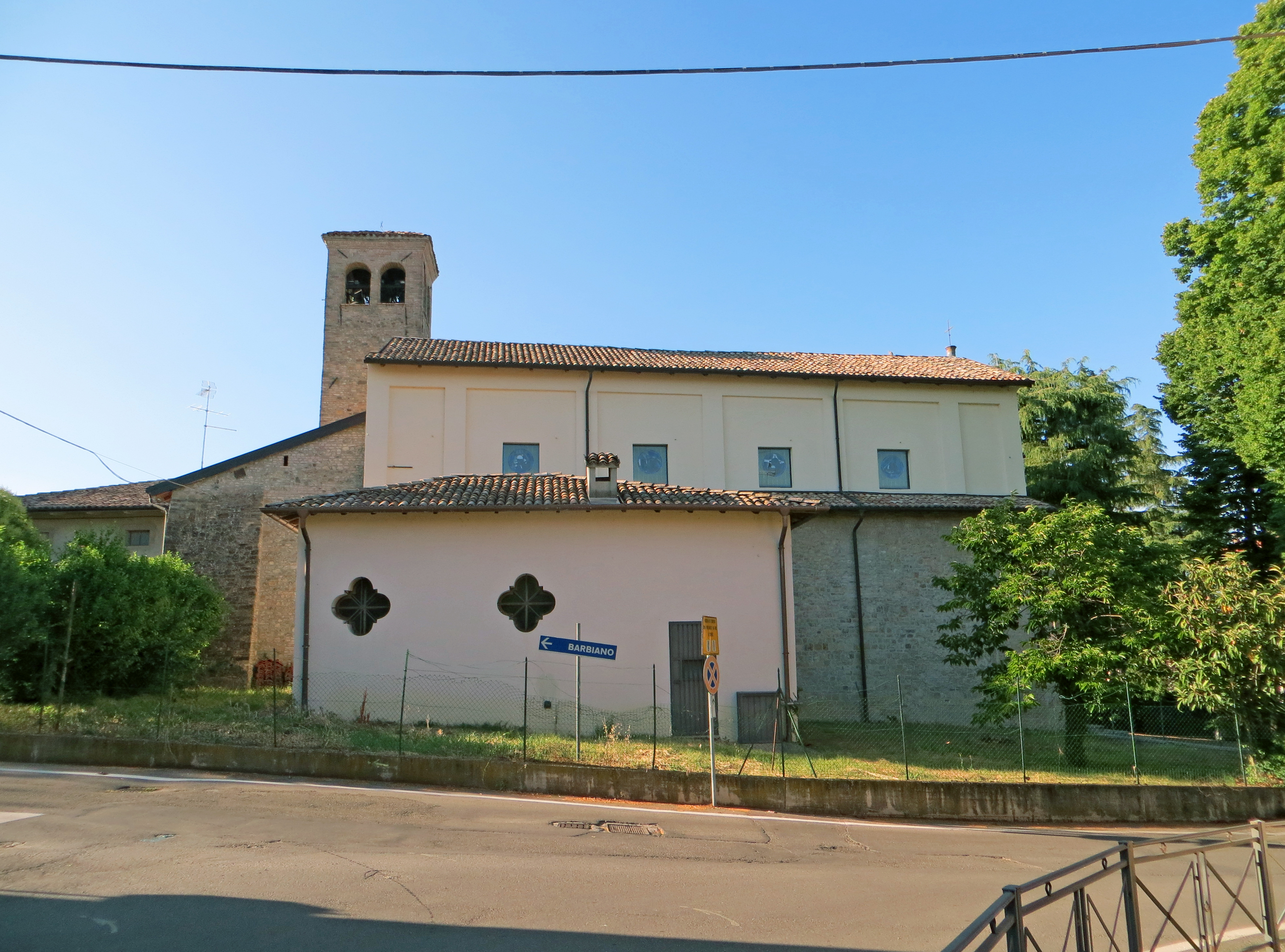
Lato sud

La chiesa si sviluppa su un impianto a navata unica, affiancata sul lato sud da una cappella laterale in aggetto.
La simmetrica facciata a salienti, intonacata, è caratterizzata dalla presenza del portale d'accesso centrale raggiungibile attraverso una scalinata di alcuni gradini; ai lati su trovano due nicchie rettangolari, mentre sopra l'ingresso è collocato un altorilievo in cotto; più in alto si apre una bifora ad arco ogivale, sormontata da una nicchia circolare.
Il prospetto sud, rivestito inferiormente in pietra, è caratterizzato dalla presenza della cappella in aggetto, illuminata da due finestre a croce greca.
Il presbiterio, anch'esso rivestito in pietra, è rinforzato sul fianco meridionale da un ampio contrafforte, mentre a nord, accanto agli edifici parrocchiali, si innalza il campanile, la cui cella campanaria si affaccia sui quattro lati attraverso bifore ad arco a tutto sesto.
All'interno la navata, coperta da volta a botte lunettata, è decorata lateralmente da una serie di lesene coronate da capitelli dorici, a sostegno della cornice perimetrale in aggetto; sui fianchi si aprono le ampie arcate a tutto sesto delle antiche cappelle, private degli altari nel 1974; vi si trovano alcune opere di pregio, tra cui un dipinto cinquecentesco raffigurante la Vergine col Bambino e i santi Michele e Antonio, realizzato da Girolamo Mazzola Bedoli, un confessionale ligneo settecentesco e una vasca battesimale in marmo rosso di Verona.
La cappella a sud, ricavata nel 1974 nell'ex sagrestia, accoglie l'antico altare maggiore in legno dorato e intagliato risalente al XVII secolo, ivi collocato in seguito ai restauri.